# Giacomo Prampolini

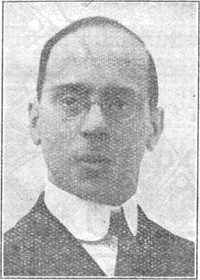
Giacomo Prampolini in de jaren twintig

Giacomo Prampolini (Milaan, 22 juni 1898 - Pisa, 25 april 1975) was een Italiaans vertaler. In 1964 ontving hij de Martinus Nijhoff Vertaalprijs. Prampolini was een polyglot: hij kende bijna zestig talen.

## Biografie
Prampolini was een pionier op het gebied van de studie en de verspreiding in Italië van de Nederlandse en Vlaamse cultuur met zijn werk: La Letteratura Olandese e Fiamminga: Antologia (1880-1924) ("De Nederlandse en Vlaamse literatuur"). Hij was lid van de Koninklijke Academie voor Nederlandse Taal- en Letterkunde en de Maatschappij der Nederlandse Letterkunde.

## Prijzen
- 1936 Prijs van de Academie van Italië.
- In 1964 ontving hij de Martinus Nijhoff Vertaalprijs.

## Werk
- 1927 - La Letteratura Olandese e Fiamminga: Antologia (1880-1924)
- 1928 - Grammatica teorico-pratica della lingua olandese
- 1934 - Il tesoro nascosto
- 1938 - Storia Universale della Letteratura